# Yvonne Sergyl
Henriette Paule Yvonne Sergère dite Yvonne Sergyl, née le 10 septembre 1894 à Constantine (Algérie française) et morte le 8 mai 1986 à Louveciennes, est une actrice française.

## Biographie

### Jeunesse et famille
Henriette Paule Yvonne Sergère naît en 1894 à Constantine, fille de Charles Henri Marcel Sergère, chimiste, et de Marthe Bémer, son épouse.
En janvier 1923, elle devient la seconde épouse de Julien Simyan, de 44 ans son aîné, ancien sous-secrétaire d'État et à l'époque sénateur de Saône-et-Loire,,. Veuve en 1926, elle se remarie trois ans plus tard avec Paul Charles Lutaud, médecin. Le couple a une fille, née en 1928.
Charles Lutaud meurt en 1941, en leur domicile parisien.

### Carrière
Dès 1914, alors âgée de vingt ans, Yvonne Sergère adopte le pseudonyme d'Yvonne Sergyl et tourne de petits rôles dans les ciné-vaudevilles de Roger Lion, pour la Société française des films Éclair, créée en 1907 à Épinay-sur-Seine. La Société cinématographique des auteurs et gens de lettres (S.C.A.G.L) l'engage peu avant la guerre pour tourner Loin des yeux, près du cœur de Maurice Le Forestier, avec Aimé Simon-Girard, qui sort en 1915.
Elle tourne ensuite dans Alsace (1916) d'Henri Pouctal, tiré de la pièce de Gaston Leroux et Lucien Camille, créée par Réjane au théâtre Fémina en 1913. Cette même année, elle tourne dans L'homme n'est pas parfait de Georges Denola, ainsi que dans trois films d'Abel Gance, alors au début de sa carrière : Le Périscope, Le Fou de la falaise et Ce que les flots racontent.
L'année suivante, Yvonne Sergyl tourné dans Le Chemineau  d'Henry Krauss, d'après le drame en cinq actes, de Jean Richepin créé à l'Odéon-Théâtre de l'Europe, en 1897. On la voit ensuite dans diverses autres productions pour la société de production Le Film d'Art, fondée en 1908 par Paul Laffitte : Les Mouettes (1917) de Maurice Mariaud, Les Dames de Croix-Mort (1919) du même Maurice Mariaud aux côtés de Léon Mathot, Frivolité (1918) de Maurice Landais et Fanny Lear (1919) de Jean Manoussi et Robert Boudrioz, avec Gabriel Signoret.
En 1922, Yvonne Sergyl interprète le rôle court mais remarquable de Louise Morel, dans Les Mystères de Paris de Charles Burguet, d'après Eugène Sue. Un an plus tard, elle est choisie pour jouer le principal rôle féminin — Jeanne Fouquet, future Jeanne Hachette, figure emblématique de la résistance beauvaisienne face à Charles le Téméraire, duc de Bourgogne — dans Le Miracle des loups de Raymond Bernard.
En 1932, elle co-réalise avec son second mari, Charles Lutaud, un petit documentaire sur le Mâconnais, pays natal du poète Alphonse de Lamartine. Le docteur Lutaud, dont le père est originaire de la région, est cette année-là candidat aux élections législatives et le court métrage doit lui servir de support pour sa campagne électorale.
Yvonne Sergyl termine sa carrière l'année suivante, dans La Roche aux mouettes de Georges Monca, avec qui elle avait déjà tourné trois films.

### Mort
Yvonne Sergère meurt le 8 mai 1986 dans sa propriété de Louveciennes. Enterrée sous le nom d'Yvonne Simyan-Lutaud au cimetière de Cluny, où repose son premier mari, Julien Simyan, elle n'est pas inhumée dans le caveau de la famille Simyan, mais dans une tombe voisine, aux côtés de sa fille, de son gendre et du ministre Pierre Marraud,.

## Filmographie
- 1914 : Patrie d'Albert Capellani : Raphaèle
- 1915 : L'Auréole de la gloire  de Georges Monca : Mathilde
- 1915 : Loin des yeux, près du cœur de Maurice Le Forestier
- 1915 : La Faute de Jeannine de Georges Monca
- 1916 : Alsace d'Henri Pouctal : Élisa Schwartz
- 1916 : L'homme n'est pas parfait de Georges Denola
- 1916 : Sa marraine de Georges Monca
- 1916 : Le Périscope d'Abel Gance : Manoela Damores
- 1916 : Le Fou de la falaise d'Abel Gance
- 1916 : Ce que les flots racontent d'Abel Gance
- 1917 : Le Chemineau  d'Henry Krauss : Aline
- 1917 : Les Mouettes de Maurice Mariaud : Anne-Marie
- 1918 : Frivolité de Maurice Landais : Blanche de Baunois
- 1919 : Les Dames de Croix-Mort, film en 4 parties de Maurice Mariaud
- 1919 : La Sultane de l'amour de René Le Somptier et Charles Burguet : la princesse Zilah
- 1919 : Fanny Lear de Jean Manoussi et Robert Boudrioz : Geneviève
- 1919 : La Belle et la Bête de Louis Paglieri : la fille du garde-chasse
- 1920 : Papa bon cœur de Jacques Grétillat : Yvonne
- 1922 : Les Mystères de Paris, film en 12 épisodes de Charles Burguet : Louise Morel
- 1924 : Le Miracle des loups de Raymond Bernard : Jeanne Hachette
- 1925 : La Closerie des genêts d'André Liabel
- 1932 : Au pays de Lamartine, le Mâconnais : documentaire coréalisé avec son mari Paul Lutaud
- 1933 : La Roche aux mouettes de Georges Monca : Madame Henry